# Villejuif – Louis Aragon
Villejuif – Louis Aragon – stacja końcowa siódmej linii i budowana stacja piętnastej linii paryskiego metra, położona w gminie Villejuif w departamencie Dolina Marny. Stację otwarto 28 lutego 1985 roku na linii różowej; otwarcie na linii bordowej planowane jest na 2025 rok.

## Stacja
Stacja została otwarta w 1985 roku jako jedna ze stacji nowego odgałęzienia linii. Znajduje się pod ziemią, posiada jednonawową halę peronową z dwoma torami i dwoma peronami bocznymi. Na południe od stacji mieszczą się tory odstawcze.
Jest to jedno z dwóch zakończeń linii 7 na południe od Paryża. Ponieważ rozgałęzia się ona za stacją Maison Blanche, dalej pociągi jadą na przemian do stacji końcowej Mairie d’Ivry lub Villejuif – Louis Aragon.
Pierwszy człon nazwy stacji pochodzi od nazwy gminy, na terenie której ona leży. Drugi zaś bierze się od leżącej w pobliżu Avenue Louis Aragon, alei upamiętniającej swą nazwą Louis Aragona, francuskiego pisarza.

## Przesiadki
Stacja umożliwia przesiadki na tramwaje linii T7, autobusy dzienne RATP i Transports Daniel Meyer oraz nocne Noctilien.